# 石買
石買（？—？），即石共子，中国春秋时期卫国政治人物，石氏。
前556年（鲁襄公十七年、卫殇公三年）夏季，石买、孙蒯率军进攻曹国，攻取重丘。曹国向晋国状告卫国 。于是第二年夏季，晋国在长子拘捕了卫国的行人石买，在纯留拘捕了孙蒯。前554年（鲁襄公十九年、卫殇公五年），石共子去世，他的儿子石悼子不悲哀。孔成子说：“这是拔除根本，一定不能保有他的宗族。”